# 吳文翰
吳文翰（1928年—2019年7月29日）是中國太極拳家、學者，武氏太极拳第五代傳人、北京武派太极拳研究会创始人，師從李圣端。

## 生平
吳文翰祖籍河北省南和县。1939年開始正式學太極拳，師從邢台国术研究社社长李圣端。後從事太极拳史和太极拳理法研究，撰有《武派太极拳体用全书》、《吴文翰武术文存》、《太极拳书目考》及上百篇文章，並担任《武术健身》杂志特邀编辑、《武魂》杂志编委。曾先後於1986年、1989年和2006年參加第一至三屆全国太极拳名家研讨会，以及2002年的中日韩太极拳交流大会、2009年的太极拳国际学术论坛等活動。
2019年7月29日在北京市的北京市监狱管理局中心医院去世，享年91岁。